# Richard Muyej
Richard Muyej Mangeze Mans, né le 31 décembre 1954 à Élisabethville (actuellement Lubumbashi), est un homme politique de la république démocratique du Congo et gouverneur de la province du Lualaba de 2016 à 2023.

## Biographie
Après une formation secondaire à l'Institut Saint-Joseph de sa ville natale, il étudie l'histoire à l'Institut pédagogique national de Kinshasa et obtient une licence en 1979. De 1980 à 1993, il enseigne l'histoire, puis sert comme directeur des études[Où ?]. À partir de 1994, il multiplie les expériences dans la gestion des entreprises publiques, tour à tour directeur général de l’hôtel Karavia à Lubumbashi, directeur représentant de la Sodimico, directeur général de Kisenge Manganèse et membre du Conseil d’administration de la Gécamines, puis de l’OFIDA.

### Politique
Il s'engage en politique à partir de 1993, d'abord comme conseiller social et culturel du gouverneur du Katanga. De 1990 à 1997, il est membre du Conseil provincial de l'Union des fédéralistes et des républicains indépendants (UFERI).
Membre fondateur du Parti du peuple pour la reconstruction et la démocratie (PPRD) en 2002, il en est le président provincial pour le Katanga jusqu'en 2007. Aux élections législatives de 2006, Muyej est élu député pour la circonscription de Lubumbashi.
En février 2010, il entre au gouvernement Muzito II avec le portefeuille des Relations avec le Parlement. En septembre 2011, il est confirmé à son poste dans le gouvernement Muzito III et en mars 2012, il est nommé ministre de l'Intérieur, de la Sécurité, de la Décentralisation et des Affaires coutumières dans le gouvernement Matata I. Muyej quitte le gouvernement lors du remaniement du 7 décembre 2014.
En 2016, il est élu gouverneur de la province de Lualaba. Il est élu sous l'étiquette Alliance pour la majorité présidentielle et fait ensuite partie du Front commun pour le Congo. Il fait partie des soutiens de Joseph Kabila.
Muyej quitte le Lualaba début 2021, pour obtenir des soins médicaux. Il est aussi accusé de détournement de fonds. En septembre 2021, l'assemblée provinciale du Lualaba vote sa destitution.
Le 10 janvier 2023, Richard Muyej quitte ses fonctions de gouverneur du Lualaba.